# Michel Gauquelin
Michel Gauquelin (ur. 13 listopada 1928, zm. 20 maja 1991) – francuski psycholog i statystyk, który prowadził badania statystyczne w astrologii.
W pierwszej publikacji L’influence des astres Gauquelin zbadał horoskopy sportowców, aktorów i naukowców pod kątem pozycji planet, które uznał za szczególnie ważne dla tych zawodów – dla sportowców Marsa, dla aktorów Jowisza, dla naukowców Saturna.
W Polsce jego idee stosuje astrolog Wojciech Jóźwiak.

## Publikacje
W języku polskim:
- Michel Gauquelin, Planety a osobowość człowieka, Wydawnictwo Warsztat Specjalny, Milanówek 1994;

W języku angielskim:
- Michel Gauquelin The Scientific Basis of Astrology. Stein and Day Publishers. New York, 1969. Paperback version: Natl Book Network, 1970 ISBN 0-8128-1350-2.
- Michel Gauquelin The Cosmic Clocks. Henry Regenery Company, Chicago, 1967. Paperback version: Grafton Books, 1998 ISBN 0-586-08158-5.
- Michel Gauquelin The Spheres of Destiny – Your personality and the planets. J M Dent and Sons Ltd, 1980, ISBN 0-460-04349-8
- Michel Gauquelin Neo-Astrology : A Copernican Revolution. Arkana, Penguin Group. London, 1991 ISBN 0-14-019318-9
- Michel Gauquelin Cosmic Influences on Human Behavior. [tr. from the French by Joyce E. Clemow.] Aurora Press. Santa Fe, NM, 1994.
- Michel Gauquelin Planetary Heredity. French edition, 1966. English edition: ACS Publications. San Diego,CA, 1988.
- Michel Gauquelin Birth-Times: A Scientific Investigation of the Secrets of Astrology. [tr. from the French by Sarah Matthews.] Hill and Wang. New York, 1983. (Published in England as The Truth About Astrology)
- La Cosmopsychologie – Les astres et les tempéraments (Cosmopsychology -- Stars and Temperament), Centre d'Étude et de Promotion de la Lecture, Paris, 1974
- Les personnalités planétaires (Planetary Personalities), Guy Trédaniel editor, 1992 – Exhaustive list of publications p. 301 à 307.
- H.J. Eysenck & D.K.B. Nias, Astrology: Science or Superstition? Penguin Books (1982)